# Marc Schlömer
Marc Schlömer (* 10. Dezember 1977 in Korbach) ist ein deutscher Sportreporter und Fußballkommentator.
Marc Schlömer spielte als Jugendlicher für den FC Korbach und machte sein Abitur an der Alte Landesschule Korbach.
Er begann seine berufliche Laufbahn 1998 in einem Kölner Fernseh-Produktionsunternehmen und arbeitete fortan als freier Mitarbeiter für verschiedene TV-Sportredaktionen in Köln. Nebenbei schloss er ein Studium der Diplom-Sportwissenschaften an der Deutschen Sporthochschule zu Köln ab und erlangte dort auch die A-Lizenz für Fußballtrainer.
Ab 2001 arbeitete er als Reporter in der Sportredaktion des WDR. Seit 2004 ist er Kommentator der Bundesliga-Sportschau der ARD. Seit 2006 ist er für die ARD als Reporter bei Fußballwelt- und -europameisterschaften sowie bei Olympischen Spielen im Einsatz.
Außerdem ist Marc Schlömer Stammautor des WDR-Magazins Sport Inside, bekannt für seine Reisereportagen, Gewinner des Deutschen Fernsehpreises 2013.
Marc Schlömer ist Regisseur des großen ARD-Rückblicks auf die Fußballweltmeisterschaft 2014 „Das Leben ist ein Hauch“, der in TV-Kritiken gelobt wurde.
Zusammen mit Reinhold Beckmann war er Autor der ARD-Dokumentation „Begegnung mit Brasilien“.
Schlömer ist Dozent an der ARD.ZDF medienakademie und schreibt Beiträge für die Frankfurter Allgemeine Sonntagszeitung.